# Heinrich Adolf von Gablenz
Heinrich Adolf von Gablenz (Weida, 25 ottobre 1762 – Lipsia, 11 maggio 1843) è stato un generale tedesco.

## Biografia

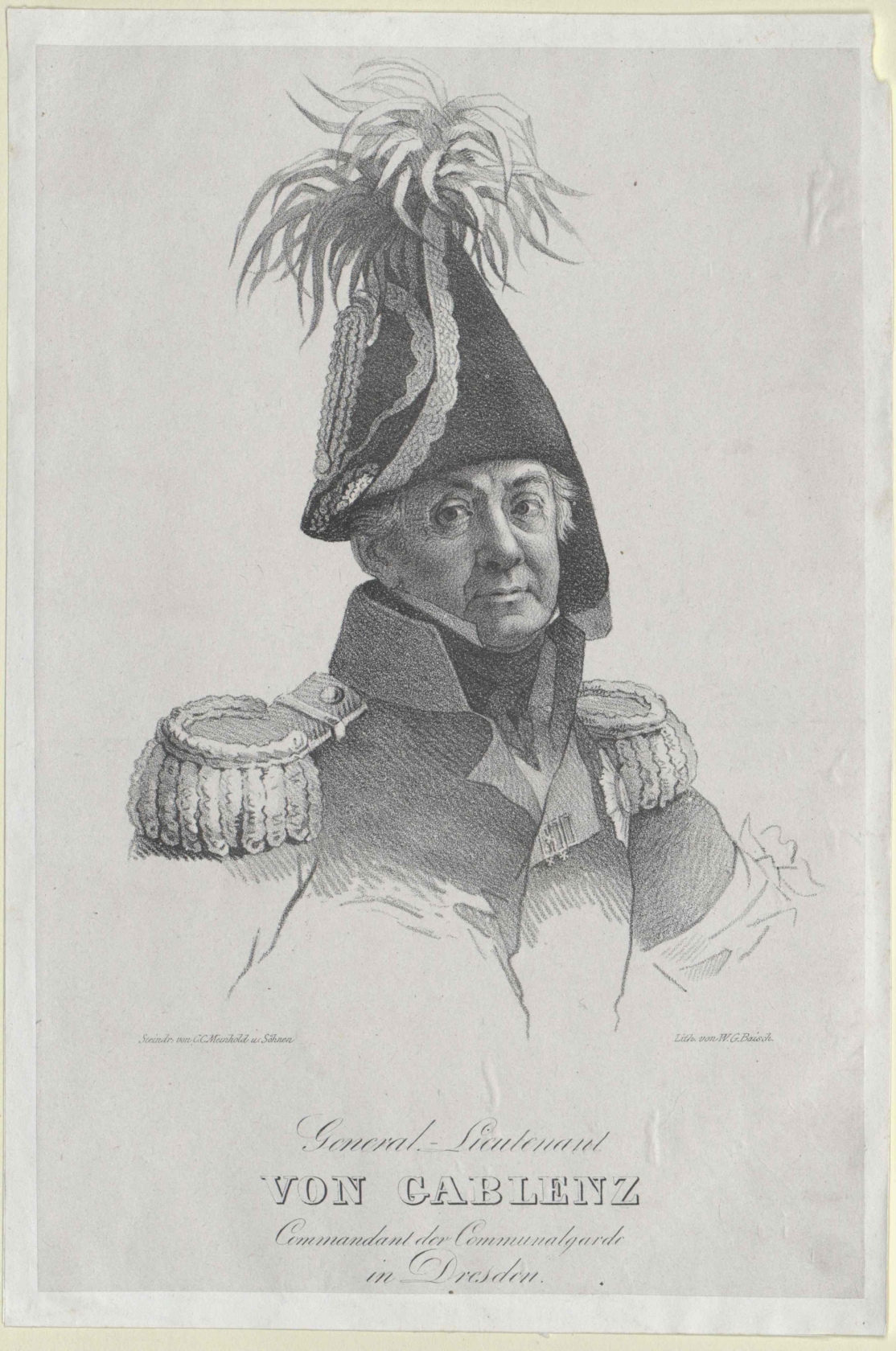
Il generale in una litografia di Wilhelm Gottlieb Baisch.

Heinrich Adolph era il figlio di Hans Adolf Heinrich von Gablenz (1724-?), maestro di caccia della corte di Sassonia, e di sua moglie Johanna Frederike Astern.
Entrato nella scuola dei cadetti di Dresda, Heinrich Adolf entrò nell'esercito sassone col grado di sottotenente nel reggimento di corazzieri "principe elettorale" dell'esercito sassone nell'ottobre del 1778 con cui prese parte alla guerra di successione bavarese. Nel 1791 passò ad un reggimento di ussari col grado di capitano e poco dopo acquistò il castello di Klettstedt, presso la cittadina di Langensalza. Durante la guerra della prima coalizione combatté nel 1793/94 e nel 1796 con le truppe sassoni sul Reno e nella battaglia di Kaiserslautern. Nel 1804 Gablenz vendette il proprio possedimento a Gottfried August von Lorenz per 36.000 Reichstaler, ma presto tentò di rilevare il maniero e vi riuscì nel 1806 al medesimo prezzo. Nello stesso anno fu promosso maggiore e si stabilì a Gebesee. Nella guerra della quarta coalizione combatté con le truppe sassoni in difesa della propria patria, e nella battaglia di Saalfeld. Fu quindi assegnato alle truppe del Ducato di Varsavia.
Nel 1809 Gablenz venne promosso colonnello e nominato aiutante generale del re di Sassonia. Prese parte a diversi scontri in Polonia, in Sassonia ed in Boemia nel corso della guerra della quinta coalizione. Nel 1810 venne nominato comandante del reggimento dragoni del principe Clemente di Sassonia. Nel 1811 divenne cavaliere dell'Ordine Militare di Sant'Enrico e dell'Ordine della Corona di Westfalia. Nel 1812 venne promosso maggiore generale e poi brigadiere generale. Nello stesso anno partecipò alla campagna di Russia di Napoleone, combatté in Polonia ed in Russia a Pruszanne ed a Wolkowice. Quando il tenente generale sassone Christoph Sigismund von Gutschmidt cadde in Russia, Gablenz ottenne da questi il comando dell'avanguardia del corpo d'armata sassone. Nel 1813 partecipò ad altri scontri in Sassonia. Dopo che la Sassonia non fu più al fianco di Napoleone, von Gablenz si unì agli alleati, e combatté in Francia e nei Paesi Bassi.
Dopo la fine delle guerre napoleoniche, venne nominato tenente generale nel 1817. Vendette la sua tenuta a Klettstedt e si trasferì a Dresda, dove venne nominato governatore del palazzo reale nel 1830. Il 24 febbraio 1836 Gablenz ottenne il titolo nobiliare di barone dal duca di Sassonia-Coburgo-Gotha, ricevendo la conferma reale l'8 maggio 1837.
Morì nel 1843 e venne sepolto a Kittlitz.

## Matrimonio e figli
Gablenz sposò nel 1799 a Dresden Charlotte von Stieglitz (1772–1842), figlia del colonnello Wilhelm Ludwig von Stieglitz e di sua moglie, Christiane Charlotte Elisabeth von Ziegesar. Da questo matrimonio nacquero i seguenti figli:
- Heinrich (1804-?), capitano di cavalleria
- Maria Adolfine (1808-?), sposò nel 1831 Paul von Üchtritz
- Ludwig Karl Wilhelm (1814–1874), generale di cavalleria al servizio dell'Impero austriaco
- Anton August (1810–1878), politico, deputato alla camera dei deputati prussiana, sposò nel 1840 Auguste von Lützerode (n. 1817)